# Ichthiacris parva
Ichthiacris parva är en insektsart som beskrevs av Kevan, D.K.M. 1990. Ichthiacris parva ingår i släktet Ichthiacris och familjen Pyrgomorphidae. Inga underarter finns listade i Catalogue of Life.